# Арелатские соборы
Арелатские соборы или  Арльские соборы — церковные поместные соборы, состоявшиеся в Арелате (Арле), на юге Римской Галлии с 314 по 1275 год.

## Арльский собор в 314 году
Собор в 314 году и официально осудивший донатизм как ересь. Один из первых соборов в истории ранней  церкви.
Первый Арльский собор был созван 314 году по распоряжению императора Константина Великого, после того как донатистский клир отказался подчиниться решениям Римского собора (313), и первоначально имел цель добиться объединения обеих церквей.
Результат был неблагоприятен для донатистов, которые впоследствии стали врагами римской власти. Арльский собор был первым собором при Константине и предвестником Первого Никейского собора. Аврелий Августин назвал его вселенским собором.
На соборе была подтверждена законность избрания Цецилиана епископом Карфагена, а Донат был отлучен от церкви. Собор разрешил приём донатистов в ортодоксальную церковь без предварительного покаяния. Согласно постановлениям собора, епископы, присоединившиеся к ортодоксальной церкви, сохраняли право на епископские кафедры в своих епархиях.
Также на Арльском соборе было принято двадцать два канона относительно Пасхалии (методики расчёта даты Пасхи), против проживания духовенства далеко от церкви, против участия в гонках и гладиаторских боях, против перекрещения еретиков и были даны ответы на другие вопросы церковной дисциплины и рукоположения духовенства.
Император Константин одобрил все решения Арльского собора. В ответ на апелляцию к нему недовольных представителей донатистов, он приказал задержать их при своём дворе и впредь также направлять к нему из Африки зачинщиков раскола.

## Арелатский собор ~ 474 года
Собор бывший между 470 и 480 годом, вероятнее в 474 или 475 году. Председателем на соборе был Леонтий Арелатинский. Созван собор по инициативе епископа Регийского Фауста. Документы собора содержат шесть анафем, против учение Пелагия и против мнения пресвитера Люцида о предопределении, под которое подпадает и учение Августина о предопределении и отрицании синергизма.
На соборе было подтверждено учение прп. Иоанна Кассиана; участники собора также одобрили трактат епископа Фауста «О благодати Божией и свободе воли человека». Собор подтвердил решения Первого Аравсионского собора.

## Другие соборы
Другие соборы состоялись в Арле в 353 (арианский), 435, 443/452, 451, 463, 506, 524, 554/682 648/60, 813, 1034, 1234/36, 1251 и 1260/63/75 годах.